# The knife (Genesis)
The knife is een lied van Genesis. Het is afkomstig van hun elpee Trespass, dat al 3/4 jaar eerder verscheen. Het was de enige single die van het album werd gehaald.
Het is als een collectief geschreven door alle leden van de band: Peter Gabriel, Anthony Phillips, Tony Banks, Mike Rutherford en John Mayhew. De Duitse persing via Philips Records liet daar alle namen afdrukken, terwijl de Britse persing op Charisma Records volstond met "Genesis". Ten tijde van uitgifte van de single waren Phillips en Mayhew al vertrokken, getuige de platenhoes die al hun opvolgers Steve Hackett en Phil Collins liet zien (beide persingen).
Het lied klonk in vergelijking met hun andere nummers agressiever, toe te schrijven aan de betekenis. The knife gaat over een oproep tot revolutie en roept op "uw vijanden en hun kinderen om te brengen" ("All must die with their children"); indien u daarbij zelf sterft zal u gezien worden als martelaar voor de goede zaak ("Martyrs of course to the freedom that I shall provide"). Deze tekst van Gabriel is ironisch bedoeld, want volgens hem is het lied geïnspireerd op een boekwerk van Gandhi waarin deze verkondigde dat alle gewelddadige revoluties uiteindelijk eindigden in een (andere) dictatuur. Dezelfde Gabriel zei ook dat de afwijkende muziekstijl ook mede te danken is aan The Nice, die toen scoorden met hun rumoerig Rondo. Het tekstboekje bij het album Trespass vermeldde nog een inleiding: "For those that trespass against us".
The knife werd regelmatig uitgevoerd tijdens de concertreeksen van de band na het verschijnen van dit en volgende studioalbums tot aan de jaren tachtig toe. Het werd dan wel in een sterk verkorte versie uitgevoerd en meest aan het slot van een concert. Een live-uitvoering is terug te vinden op Genesis Live uit 1973. Weer later werd het opgenomen op allerlei verzamelalbums.
Het hoesontwerp van de elpee van Paul Whitehead werd aangepast vanwege dit nummer; er kwam een messnede over de hoes.
Net als de andere singles uit de beginperiode van Genesis werd dit geen hit.
Het nummer groeide tijdens optredens wel uit tot 20 minuten en vormde een gedegen slot van concerten in die jaren. Het nummer zou volgens Pieter Barth de werktitel The nice hebben gehad, een eerbetoon aan The Nice en Keith Emerson. Emerson, Lake & Palmer namen op Trilogy een nummer op onder de titel Knife-Edge.